# Unión Republicana (Puerto Rico)
La Unión Republicana fue un partido político estadista en Puerto Rico, que también contemplaba la autonomía total en caso de que se negara la estadidad estadounidense.

## Fundación
La Unión Republicana fue fundada en 1932 a partir de la fusión del Partido Republicano Puro y el ala conservadora de la Alianza. Junto con el Partido Socialista, formó parte de una alianza electoral conocida como Coalición.